# رده (زیست‌شناسی)
رده (به لاتین: classis) یکی از آرایه‌های رده‌بندی علمی جانداران است که پایین‌تر از Division: دسته (در مورد گیاهان)، شاخه: Phylum (در مورد جانورها) و بالاتر از راسته جای دارد.

## تقسیم‌بندی‌ها در جانورشناسی
| نام                  | معنای پیشوند               | مثال ۱      | مثال ۲      | مثال ۳      |
| -------------------- | -------------------------- | ----------- | ----------- | ----------- |
| Superclass = بالارده | super: بالا                | چهاراندامان |             |             |
| Class = رده          |                            | پستانداران  | آرواره‌پایان | خزنده‌چهرگان |
| Subclass = زیررده    | sub: زیر                   |             | Thecostraca | پرنده‌سانان  |
| Infraclass = فرورده  | infra: فرو                 |             | کشتی‌چسب     | پرندگان     |
| Parvclass = خردرده   | parvus: خرد، کوچک، بی‌اهمیت |             |             | پرندگان     |

## رتبه‌های آرایه‌شناختی
در رده‌بندی جانداران هشت رتبهٔ اصلی وجود دارد که از بزرگ به کوچک به این صورت هستند:
- Domain: دامنه
- Kingdom: فرمانرو (سلسله)
- Division: دسته (در مورد گیاهان)، شاخه: Phylum (در مورد جانورها)
- Class: رده
- Order: راسته
- Family: خانواده (با کاربردی عمومی‌تر)، تیره (بیشتر در مورد گیاهان و پرندگان)
- Genus: سرده (جنس)
- Species: گونه

رتبه‌ها (طبقه‌ها) ی گیاه‌شناسی و جانورشناسی گاه اندکی متفاوتند.